# Solarna kuća
Solarna kuća je građevina koja svoje energetske potrebe dobiva putem sunčeve energije. Kako bi se osigurala dostatna količina energije dobivena od Sunca potrebno je pomno planiranje i dizajniranje kuće. Idealna solarna kuća ne koristi nikakve dodatne mehaničke uređaje za prikupljanje energije. Postoje verzije dizajna koje se mogu rotirati kako bi što bolje pratile Sunce na horizontu maksimizirajući učinkovitost (na primjer Heliotrop). Solarne kuće dobivaju električnu i toplinsku energiju procesom kogeneracije, pri čemu se pomoću fotonaponske tehnologije energija Sunca transformira u električnu, a u tom procesu otpadnu toplinu koristi za grijanje.

## Sunčeva energija
Sunčeva energija ubraja se u obnovljive izvore energije. Budući da Sunce kontinuirano obasjava Zemljinu površinu, Zemlja konstantno prima energiju koju nam Sunce daje putem zračenja. Procijenjuje se da se svakodnevno u visoku Zemljinu atmosferu dozračuje 170 PW sunčeve energije. Dio te energije se propušta do same površine Zemlje i upija, a dio reflektira natrag. Zbog atmosferskih uvjeta, poput oblačnosti, sveukupno zračenje ne dopire do same Zemljine površine. Nadalje, i od same se površine jedan dio zračenja reflektira nazad u atmosferu tako da se procjenjuje da ukupna akumulirana energija na dnevnoj bazi na površini zemlje, u oceanima i kopnenim masama iznosi 3850 EJ. To je i dalje velika količina energije koja dopire do Zemljine površine i koja se može iskoristiti u različite svrhe. Kada bi se nekim toplinskim strojem mogla iskoristit sva ta energija tada bi u jednom satu dobili više energije nego što cijelo čovječanstvo potroši u cijeloj godini dobiveno iz svih izvora energije. U zadnjih 50 godina došlo je do znatnog poboljšanja tehnologije koja koristi Sunčevu energiju koja se daljnjom pretvorbom koristi u svim granama ljudskih djelatnosti. Posebna pozornost posvećuje se korištenju Sunčeve energije u svrhu dobivanja električne energije, tako danas postoje i velike elektrane koje pomoću fotonapona proizvode struju i šalju je u mrežu gdje se ona dalje odvodi do kućanstva. U posljednje vrijeme počela je i proizvodnja električne energije u kućanstvima tako da se fotonaponski članci postavljaju na krovove kuća i zgrada čineći svaku takvu građevinu jednom malom elektranom. Sličan princip koristi i solarna kuća koja uz ovu tehnologiju i pomno planiranje zadovoljava sve energetske potrebe solarnom energijom.

## Značajke solarne kuće
Tehnologija koju koriste solarne kuće može se primijeniti i na već postojeće građevine, no najčešći je slučaj da se solarne kuće počinju graditi iz temelja, pri čemu se posebna pozornost obraća na maksimalnu iskoristivost lokalnih klimatskih značajki. To znači da solarne kuće građene za određene geografske položaje neće biti iste, već će se prilagođavati klimatskim uvjetima svojom geometrijom i samom izvedbom.

## Geografski položaj
Zbog toga što je kretanje Sunca različito za različite geografske širine, potrebno je poznavati kretanje Sunca za određenu geografsku širinu na kojoj se planira izgradnja solarne kuće. Ako se nalazimo, na primjer, u području oko ekvatora bitno je znati da će se položaj Sunca tijekom godina mijenjati tako da će ljeti biti visoko iznad horizonta, dok će zimi biti niže. Izmjena dana i noći događa se svaki dan dok je primjerice za geografski položaj kuće blizu polova bitno znati da je izmjena dana i noći samo jednom godišnje te imamo noćni period od 6 mjeseci isto kao i period dana. Samim time geografski položaj igra značajnu ulogu u planiranju i projektiranju kuće kako bi se maksimalno iskoristio njen položaj.

## Dizajn kuće
Solarne kuće najčešće su pravocrtnog izgleda u tlocrtu, a duža stranica kuće trebala bi se protezati duž osi istok - zapad kako bi ona tijekom dana što dulje bila izložena suncu. 

### Prozori
Druga važna stavka kod projektiranja kuće su izgled i smještaj prozora. Veće prozore bi trebalo smjestiti na južnu stranu kuće kako bi interijer same kuće primio što više sunčevog zračenja, dok se na preostale tri strane postavljaju manji prozori kako bi se osigurala dostatna količina danjeg svijetla. Stakla prozora i okviri trebaju se izraditi iz posebnih materijala sa što manjim koeficjentom prjelaza topline kako bi se sprječili toplinski gubici tijekom hladnijih dana i noći. Također treba voditi računa da na južnoj strani prozore ne blokiraju sjene drugih zgrada ili prirodna vegetacija. 

### Krov
Krov kuće treba biti projektiran tako da po zimi kada je sunce nisko na horizontu ne blokira sunčeve zrake da ulaze u samu kuću dok za vrijeme ljetnih vručina kada je sunce visoko na horizontu blokira dio zraka kako bi se održala optimalna temperatura tijekom ljeta. Za blokiranja sunčevih zraka u ljetnom periodu koriste se i žaluzine te razne zavjese.

### Vrt i okućnica
U nekim krajevima moguće je utjecati na količinu sunčevih zraka i odabirom biljaka i vegetacije oko same kuće. Tako se, na mjestima gdje je to pogodno, može s južne strane kuće posaditi listopadno drveće koje blokira sunčeve zrake u ljetnim mjesecima, dok zimi kada mu padne lišće osigurava dostatan prodor zraka u kuću odnosno na njezine termalne mase.

### Izolacija
Najvažnija stavka solarne kuće je dakako izolacija. Pravilnim odabirom i postavljanjem izolacije sprječava se brz prolaz topline iz kuće u okolinu zimi, dok se ljeti sprječava prolaz topline prema unutrašnjosti kuće. Time se osigurava ugodna temperatura unutrašnjeg prostora u svim vremenskim uvjetima. Da bi se to postigle koriste se glomazni materijali s malim koeficjentom toplinske provodnosti poput polistirena, raznih vrsta vuna, aerogela, itd.

### Akumulacijske toplinske mase
U ovu kategoriju spadaju pregradni zidovi i/ili podovi od materijala građeni od materijala s velikim toplinskim kapacitetom, koji imaju ulogu preuzimanja topline. Veliki prozori kuće propuštaju sunčeve zrake koje padaju na akumulacijske mase te oni tako pohranjuju toplinu koju onda tijekom noće zrače i tako održavaju ugodnu temperaturu prostora.

## Energetski razred kuće
Solarna kuća spada u razred pasivnih kuća koje troše maksimalno 15 kWh/m2god. energije za grijanje, odnosno 1,5 l/m2god. lož ulja ili 3 kg/m2god. drvenih peleta. Važno je naglasiti da pasivne kuće u koju ubrajamo i solarnu kuće nemaju potrebe za konvencijalnim načinom grijanja več sve svoje potrebe namiruju uz pomoć složenog sustava ventilacije i dizalica topline. 
Osnovne razlike između pasivnih i ostalih niskoenergetskih kuća, osim u količini potrešnje energenata, su:
- vrlo debela toplinska izolacija kuće
- kontrolirana ventilacija s rekuperacijom i mogućnošću dogrijavanja
- prozori s 3-slojnim staklom punjeni plinom
- ne postojanje konvencijalnih sustava grijanja

## Vanjske poveznice
1. http://www.chee-ipa.org/hr/energetska-efikasnost/primjer-dobre-prakse-solarna-kua-u-osijeku  Arhivirana inačica izvorne stranice od 2. siječnja 2017. (Wayback Machine)
2. http://www.zelenaenergija.org/clanak/sta-je-pasivna-solarna-kuca-i-kako-funkcionira/2033  Arhivirana inačica izvorne stranice od 31. prosinca 2016. (Wayback Machine)
3. http://powerlab.fsb.hr/enerpedia/index.php?title=Glavna_stranica  Arhivirana inačica izvorne stranice od 12. prosinca 2015. (Wayback Machine)
4. http://www.obnovljivi.com/aktualno/750-njemacko-selo-proizvodi-321-energije-vise-nego-sto-koristi
5. http://www.hr.undp.org/  Arhivirana inačica izvorne stranice od 23. prosinca 2016. (Wayback Machine)
6. http://www.pasivna-kuca.info/gradnja/37-gradnja-pasivne-kuce/137-obicna-niskoenergetska-ili-pasivna-kuca.html
7. http://static.pvc-stolarija.hr/staro/prirucniksavjetnici.pdf
8. http://www.rolfdisch.de/index.php?p=home&pid=78#a287
9. http://www.rolfdisch.de/files/pdf/RotatableSolarHouse.pdf  Arhivirana inačica izvorne stranice od 25. travnja 2016. (Wayback Machine)